# Virginia Slims of Richmond 1973
Il Virginia Slims of Richmond 1973 è stato un torneo di tennis giocato sul sintetico indoor. È stata la 1ª edizione del torneo, che fa parte del Virginia Slims Circuit 1973. Si è giocato a Richmond negli USA dal 12 al 18 marzo 1973.

## Campionesse

### Singolare
Margaret Court ha battuto in finale  Janet Newberry con il punteggio di 6–2, 6–1

### Doppio
Margaret Court /  Lesley Hunt hanno battuto in finale  Karen Krantzcke /  Betty Stöve con il punteggio di 6–2, 7–6